# Sebastião Xavier da Veiga Cabral da Câmara
Sebastião Xavier da Veiga Cabral da Câmara (Santa Maria de Soutelo, Portugal, 22 de julho de 1742 — Rio Grande, 5 de novembro de 1801) foi um militar e administrador colonial português, governador da Capitania do Rio Grande de São Pedro, sendo inclusive o que mais tempo permaneceu no posto entre os governadores do período colonial brasileiro.

## Biografia

### Família e nascimento
Nasceu em uma distinta e renomada família do Reino de Portugal, cuja trajetória se mistura com a própria história da administração do Império Ultramarino Lusitano. Foi neto de Sebastião da Veiga Cabral, o velho, fidalgo da Casa Real e Comendador das comendas de Beilão, Robeal e Santa Maria de Bragança, o qual teve dois filhos, o primeiro legítimo e o segundo fruto de uma relação extraconjugal, respectivamente: Francisco Xavier da Veiga Cabral e Câmara (pai de Sebastião Xavier da Veiga Cabral da Câmara) e Sebastião da Veiga Cabral (tio do mesmo).
Quanto ao primeiro filho de Sebastião, o velho, existem poucas informações, todavia, é sabido que ele exerceu o mesmo cargo de seu pai, bem como governou a província de Chaves. Já o segundo, conquistou uma considerável ascensão social no seio da hierarquia militar, além de ter sido o primeiro integrante da família a ingressar no Novo Mundo, onde foi nomeado governador da Colônia do Sacramento, posto que exerceu entre os anos de 1699 e 1705.
Nesse sentido, foi este o núcleo familiar, marcado por poder e status, que nasceu Sebastião Xavier da Veiga Cabral da Câmara, no ano de 1742. Tornou-se engenheiro geógrafo em 1767, com 25 anos de idade, e logo deu início a sua carreira militar.

### Atuação no Brasil
Foi transferido para o Brasil em 1773 ou 1774, com a patente de tenente-coronel comandante do 1º Regimento de Bragança, a fim de combater os espanhóis que haviam conquistado a praça de Rio Grande, a primeira capital da capitania, sob a ordem de João Henrique Böhn. Foi graduado coronel em 1773 e designado pelo Marquês de Lavradio para o comando de todas as tropas de Rio Grande de São Pedro. Em 1779, após a expulsão dos espanhóis, foi ainda elevado ao posto de brigadeiro.
Em 1780 fixou residência em Porto Alegre, desempenhando de modo concomitante as funções de Primeiro Comissário da comissão de demarcação de limites, decorrentes do Tratado de Santo Ildefonso, e de governador da Capitania do Rio Grande de São Pedro, cargo que exerceu de 31 de maio de 1780 a 5 de novembro de 1801, quando faleceu. Deixou extensa correspondência oficial, de grande interesse para a história do Rio Grande do Sul, além de uma quantidade de mapas e levantamentos topográficos.

### Governador da Capitania do Rio Grande de São Pedro
Apesar da carta de nomeação, expedida pela rainha D. Maria I, deixar expresso que Veiga Cabral da Câmara governaria pelo curto período de 3 anos, o mesmo perpetuou-se no poder por um total de 21 anos, tornando-se o governador colonial que mais tempo permaneceu no cargo. Durante o seu governo, promoveu melhorias na Capitania por meio do estímulo à agropecuária (plantação de trigo e criação de ovelhas) e ao povoamento. Além disso, adotou em seu governo uma estratégia marcada pela conciliação política, buscando estabelecer uma relação harmoniosa com a Câmara. diferentemente do que fez seu antecessor, José Marcelino de Figueiredo.
Valendo-se do importante posto que ocupava, construiu uma robusta rede de compadrio a partir do apadrinhamento de um total de 21 crianças e 1 adulto de 24 anos de idade. Um caso particular dessa rede de compadrio formada por Veiga Cabral da Câmara, refere-se ao apadrinhamento de uma criança parda, prática pouco comum, mas que, neste caso, significava para o governador a formação de uma relação vertical, em que caberia ao compadre a lealdade e a prestação de serviços ao referido padrinho. Todavia, laços horizontais também foram estabelecidos pelo governador, como foram os casos dos apadrinhamentos de Clara, filha de Felisberto, da nobre e poderosa família Pinto Bandeira, cuja relação com as práticas contrabandistas foi significativa; e de Rita, filha de Patrício José Correia da Câmara.
Governou até a data de seu falecimento, em decorrência de sífilis, sendo enterrado no altar da igreja matriz de São Pedro, em Rio Grande.